# Staetherinia
Staetherinia é um gênero de traça pertencente à família Arctiidae.